# 笑笑大搞作
《笑笑大搞作 just for laughs》是一個加拿大電視節目，著眼於一些在此節目裏最惹笑的片段，而通常於加拿大國營頻道、CTV Comedy Channel和TVA電視網播放。此節目也通常著眼於街頭上一些玩弄人或被玩弄者的臨場反應，後期亦同時加上魔術表演。香港亞洲電視譯作《笑笑大做搞（笑笑大搞作）》，中國叫《国外恶作剧搞笑录像（開心一笑）》，臺灣東森電視翻譯成《爆笑一籮筐》，新馬翻譯為《嘻笑节》，臺灣緯來綜合台與澳門譯為《歡樂夏夏叫》及《歡樂嚇嚇叫》（Lifetime於香港亦翻譯為此名）。亦是一個活動節日。

## 節目開頭
節目開頭有四種型態

第一：節目開頭與結尾都出現一隻綠色的小怪獸。當觀眾散場的時候，小怪獸一看到現場裡沒有一個人了，就沮喪地埋怨道：「媽媽，表演結束了！」

第二：一個小女孩從滑梯上溜下來。

第三：一人在海灘用水槍朝另一人噴水，被噴水的人用西瓜砸噴水的人。

第四：放出許多整人剪接畫面，最後跑出「爆笑一籮筐」字樣。

## 整人手法
在每個單元的一開始，演員們會示範該單元的整人手法。舉例如下：
- 兵風暴：捉弄者扮成英國衛兵，在被捉弄者經過時大叫一聲，使對方嚇到。
- 嚇鼠人：捉弄者在鞋子中放入一隻老鼠，被捉弄者試穿鞋子時就會看到老鼠跑出來。
- 搞砸了：捉弄者拿著易碎花盆，故意站在門前。當被捉弄者開門時，捉弄者就將花盆砸爛，讓對方以為是自己弄的。

結尾時，隱藏的攝影機會被顯露出來。在整人活動進行時，演員也會作為旁觀者或人群演出。

## 外部連結
- （法文） 官方網站 （页面存档备份，存于）
- （法文） 法國官方網站 （页面存档备份，存于）
- （法文） 阿特蘭大蘭蒂斯官方網站 （页面存档备份，存于）
- （英文） 官方網站 （页面存档备份，存于）
- （繁體中文） 節目介紹 （页面存档备份，存于）
- （英文） YouTube上的笑笑大搞作頻道